# Hermipo
Hermipo (Gr: Hermippos), poeta cômico grego (provavelmente nascido em Atenas), ativo entre 435 a.C. e 415 a.C.

## Biografia
Rival de Aristófanes, Hermipo escreveu várias comédias, dentre elas "A Padeira", onde ridicularizava Hipérbolo.
Plutarco alega que ele tentou, sem sucesso, processar Aspásia, esposa de Péricles, por impiedade.